# دیدارهای فوتبال ایران و کنیا
تیم‌های ملی فوتبال ایران و کنیا  تاکنون ۳ بار در مقابل یکدیگر قرار گرفته‌اند که حاصل این بازی‌ها، ۳ پیروزی برای ایران بوده‌است.
در این بازیها جمعاً ۷ گل به ثمر رسیده‌است که سهم تیم ایران ۶ گل و سهم تیم کنیا ۱ گل می‌باشد.

## نخستین بازی
دو تیم ایران و کنیا در تاریخ ۱ اردیبهشت ۱۳۷۶ در دیداری دوستانه  برای نخستین بار به مصاف هم رفتند که ایران پیروز شد.

## بهترین برد
بهترین برد ، پیروزی ایران در برابر کنیا کسب نتیجه ۳ بر ۰ می‌باشد که در سال ۱۳۷۶ حاصل شده‌است.

## بررسی کلی بازی‌ها
| بردهای ایران | ۳ بازی |            | گل‌های ایران | ۶ گل                             |        | بازی‌های برگزار شده در ایران | ۳ بازی |
| مساوی        | ۰ بازی | گل‌های کنیا | ۱ گل        | بازی‌های برگزار شده در کشور بی‌طرف | ۰ بازی |                             |        |
| بردهای کنیا  | ۰ بازی |            |             | بازی‌های برگزار شده در کنیا       | ۰ بازی |                             |        |
| مجموع بازی‌ها | ۳ بازی | مجموع گل‌ها | ۷ گل        | مجموع بازی‌ها                     | ۳ بازی |                             |        |

## عنوان بازی‌ها
| #   | عنوان بازی | تعداد بازی | برد ایران | برد کنیا | مساوی |
| --- | ---------- | ---------- | --------- | -------- | ----- |
| ۱   | المپیک     | ۰          | ۰         | ۰        | ۰     |
| ۲   | دوستانه    | ۳          | ۳         | ۰        | ۰     |
| ۳   | جام جهانی  | ۰          | ۰         | ۰        | ۰     |
| جمع | جمع        | ۳          | ۳         | ۰        | ۰     |

## میزبان و میهمان
| بازیهایی که در ایران برگزار شده است       | بازیهایی که در ایران برگزار شده است | بازیهایی که در ایران برگزار شده است | بازیهایی که در ایران برگزار شده است |
| تیم                                       | برد                                 | مساوی                               | باخت                                |
| ----------------------------------------- | ----------------------------------- | ----------------------------------- | ----------------------------------- |
| ایران                                     | ۳                                   | ۰                                   | ۰                                   |
| کنیا                                      | ۰                                   | ۰                                   | ۳                                   |
| بازیهایی که در کنیا برگزار شده است        |                                     |                                     |                                     |
| تیم                                       | برد                                 | مساوی                               | باخت                                |
| ایران                                     | ۰                                   | ۰                                   | ۰                                   |
| کنیا                                      | ۰                                   | ۰                                   | ۰                                   |
| بازیهایی که در کشوری بی‌طرف برگزار شده است |                                     |                                     |                                     |
| تیم                                       | برد                                 | مساوی                               | باخت                                |
| ایران                                     | ۰                                   | ۰                                   | ۰                                   |
| کنیا                                      | ۰                                   | ۰                                   | ۰                                   |

## فهرست کلی بازی‌ها
| # | تاریخ      | نتیجه بازی       | ورزشگاه / شهر              | عنوان بازیها | گلزنان                     |
| - | ---------- | ---------------- | -------------------------- | ------------ | -------------------------- |
| ۳ | ۱۴۰۲/۰۱/۰۸ | ایران ۲ - ۱ کنیا | ورزشگاه آزادی، تهران       | دوستانه      | رضائیان - محبی *** اولونگا |
| ۲ | ۱۳۸۷/۱۲/۲۴ | ایران ۱ - ۰ کنیا | ورزشگاه آزادی، تهران       | دوستانه      | کاظمی                      |
| ۱ | ۱۳۷۶/۰۲/۰۱ | ایران ۳ - ۰ کنیا | ورزشگاه یادگار امام، تبریز | دوستانه      | عزیزی - گروسی - مهدوی کیا  |

## گلزنان

### گلزنان تیم ملی ایران
- عزیزی - گروسی - مهدوی کیا - کاظمی - رضائیان - محبی

### گلزنان تیم ملی کنیا
- اولونگا